# Kazuki Kotera
Kazuki Kotera (小寺 一生 Kotera Kazuki?, nacido el 10 de julio de 1983 en Shiga) es un exfutbolista japonés. Jugaba de centrocampista y su último club fue el FC Ryukyu de Japón.

## Trayectoria

### Clubes
| Club                 | País  | Año         |
| -------------------- | ----- | ----------- |
| Sagawa Printing      | Japón | 2006 - 2007 |
| Okinawa Kariyushi FC | Japón | 2008 - 2009 |
| FC Ryukyu            | Japón | 2010 - 2014 |

## Estadística de carrera

### J. League
| Club      | Año   | J. League | J. League | Copa J. League | Copa J. League | Total | Total |
| Club      | Año   | Part.     | Goles     | Part.          | Goles          | Part. | Goles |
| --------- | ----- | --------- | --------- | -------------- | -------------- | ----- | ----- |
| FC Ryukyu | 2014  | 14        | 0         | -              | -              | 14    | 0     |
| Total     | Total | 14        | 0         | 0              | 0              | 14    | 0     |